# Walter Kollo
Walter Elimar Kollo (de son vrai nom Walter Elimar Kollodzieyski), né le 28 janvier 1878 à Neidenburg, en province de Prusse et décédé le 30 septembre 1940 à Berlin est un compositeur allemand. Il a principalement écrit des opérettes et des morceaux de musique légère.

## Biographie
Fils de marchand, il est d'abord appelé à reprendre les affaires de son père, mais, encouragé par sa mère, il peut se consacrer à l'étude de la musique aux conservatoires de musique de Sondershausen et Königsberg . Il devient chef d'orchestre dans un théâtre de Königsberg avant de se rendre à Berlin en 1899. Là, il se tourne vers la musique populaire légère, et à partir de 1908, il écrit de la musique pour le théâtre musical populaire. En 1910, avec Willy Bredschneider, il compose son premier grand succès, un vaudeville, Große Rosinen, créé la veille du Nouvel an 1911. Prolifique, il continue à composer des comédies musicales, des farces et des opérettes, entre autres, Wie einst im Mai (1913), Der Juxbaron (1916), Drei alte Schachteln (1917) et Die Frau ohne Kuß (1924).
Kollo se fait aussi connaître comme compositeur de revues et de films sonores. En 1915, il est l'un des fondateurs de La Gesellschaft für musikalische Aufführungs- und mechanische Vervielfältigungsrechte (« société pour les droits sur la représentation musicale et la reproduction mécanique »), la GEMA. Il a sa propre maison d'édition de musique. Plus tard, il fait des tournées à succès en dirigeant ses propres œuvres.
Avec Jean Gilbert et Paul Lincke, Walter Kollo est un des plus illustres représentants de l'opérette berlinoise.
Son fils Willi Kollo est également un compositeur de musique légère et son petit-fils est le célèbre ténor wagnérien René Kollo.

## Œuvres principales (opérettes)
- 1911 - Sein Herzensjunge (1er avril 1911, Thalia-Theater, Wuppertal-Elberfeld)
- 1911 - Große Rosinen (31 décembre 1911, Berliner Theater, Berlin)
- 1912 - Filmzauber (19 octobre 1912, Berliner Theater, Berlin)
- 1912 - So wird’s gemacht (Décembre 1912, Neues Theater, Hambourg)
- 1913 - Wie einst im Mai (Première version : 4 octobre 1913, Berliner Theater, Berlin)
- 1913 - Der Juxbaron (14 novembre 1913, Carl Schultze-Theater, Hambourg)
- 1914 - Immer feste druff (1er octobre 1914, Theater am Nollendorfplatz, Berlin)
- 1915 - Wenn zwei Hochzeit machen (23 octobre 1915, Berliner Theater, Berlin)
- 1916 - Der selige Balduin (31 mars 1916, Montis Operetten-Theater, Berlin)
- 1916 - Auf Flügeln des Gesanges (9 septembre 1916, Berliner Theater, Berlin)
- 1917 - Drei alte Schachteln (6 octobre 1917, Theater am Nollendorfplatz, Berlin)
- 1917 - Die tolle Komteß (21 février 1917, Berliner Theater, Berlin)
- 1918 - Blitzblaues Blut (9 février 1918, Berliner Theater, Berlin)
- 1918 - Sterne, die wieder leuchten (6 septembre 1918, Berliner Theater, Berlin)
- 1919 - Fräulein Puck (25 juin 1919, Münchner Volkstheater, Munich)
- 1920 - Der verjüngte Adolar (4 octobre 1920, Theater in der Kommandantenstraße, Berlin)
- 1921 - Die Königin der Nacht (2 septembre 1921, Neues Operettentheater, Berlin)
- 1922 - Lady Chic (11 mars 1922, Neues Operettentheater, Berlin)
- 1923 - Marietta (22 décembre 1923, Metropol-Theater, Berlin)
- 1924 - Die tanzende Prinzessin (15 avril 1924, Komische Oper, Berlin)
- 1924 - Die vertagte (Hochzeits) Nacht (11 novembre 1924, Stadttheater, Mayence)
- 1924 - Die vertauschte Frau (Neues Operettenhaus, Berlin)
- 1924 - Die Frau ohne Kuß (5 juillet 1924, Schillertheater, Berlin)
- 1925 - Olly-Polly (3 septembre 1925, Neues Theater am Zoo, Berlin)
- 1926 - Nur Du (23 décembre 1926, Berliner Theater, Berlin)
- 1927 - Drei arme kleine Mädels (22 avril 1917, Theater am Nollendorfplatz, Berlin)
- 1928 - Jettchen Gebert (22 décembre 1928, Theater am Nollendorfplatz, Berlin)
- 1930 - Der doppelte Bräutigam (7 mars 1930, Theater am Schiffbauerdamm, Berlin)
- 1930 - Majestät läßt bitten (5 avril 1930, Komische Oper, Berlin)
- 1931 - Frauen haben das gern (4 juin 1931, Komische Oper, Berlin)
- 1933 - Die Männer sind mal so (4 janvier 1933, Schillertheater, Berlin)
- 1933 - Lieber reich aber glücklich (Komödienhaus, Berlin)
- 1934 - Derfflinger (17 février 1935, Metropol-Theater, Berlin)
- 1935 - Heirat nicht ausgeschlossen (4 janvier 1935, Komische Oper, Berlin)
- 1935 - Ein Kaiser ist verliebt (22 août 1935, Deutsches Nationaltheater, Osnabrück)
- 1935 - Berlin, wie es weint, Berlin, wie es lacht (10 octobre 1935, Plaza, Berlin)
- 1935 - Pour plaire aux femmes (d'après Frauen haben das gern) (17 octobre 1935, Théatre Déjazet, Paris)
- 1936 - Mädel ahoi (17 avril 1936, Deutsches Nationaltheater, Osnabrück)
- 1938 - Das Schiff der schönen Frauen (25 décembre 1938, Apollo-Theater, Cologne)
- 1943 - Wie einst im Mai (Walter und Willi Kollo) (26 mai 1943, Theater des Volkes, Berlin)

## Enregistrement
René Kollo a enregistré un CD de chansons et airs de son grand-père Walter intitulé Auf den Spuren meiner Väter: René Kollo sings Kollo(2009 CD EMI).